# Bruno Vianna
Bruno Vianna é um cineasta nascido no Rio de Janeiro, Brasil, em 1971. Estreou na direção de curtas-metragens com Geraldo Voador, em 1994, que recebeu diversos prêmios em festivais nacionais e internacionais, incluindo Festival de Gramado, Festival de Brasília, New York Short Film Festival.  Seu primeiro longa, Cafuné (2006), é o primeiro longa brasileiro com financiamento público lançado com uma licença Creative Commons, que permite a qualquer usuário baixar o filme da internet legalmente, exceto para fins comerciais.
Em 2009 lançou o projeto Ressaca, um longa-metragem de ficção, que é editado ao vivo em todas as sessões pelo próprio diretor, usando uma interface desenvolvida especialmente para o projeto.

## Filmografia
- Geraldo Voador (1994, 16mm, curta)
- Rosa (1997, 35mm, curta)
- Tudo Dominado (2002, DV/16mm, curta)
- Um Blog de 2003 (2003, DV, curta)
- Nevasca Tropical (2003, DV/35mm, curta)
- Cafuné (2005, DV/35mm, longa)
- Ressaca (2008, HD, longa)
- Satélite Bolinha (2010, DV, curta)